# Скульптура Стародавнього Риму
Римська скульптура  — об'єднує твори з дуже різних географічних горизонтів, від Атлантичного океану до Азії, і охоплює дуже тривалий період, починаючи з ІІІ століття до н. е. до перших днів Візантійської імперії. Її улюбленими полями були портретна, статуйна та оповідна скульптура.
Вона давно представлена як повторення або, навіть, форма занепаду давньогрецької скульптури, але в XIX столітті вона була визнана як самостійний об'єкт дослідження. Вона має особливість відображати більше, волю своїх заможних замовників, ніж художню особистість митців. Тому, відомо мало імен римських скульпторів.

## Ранній період

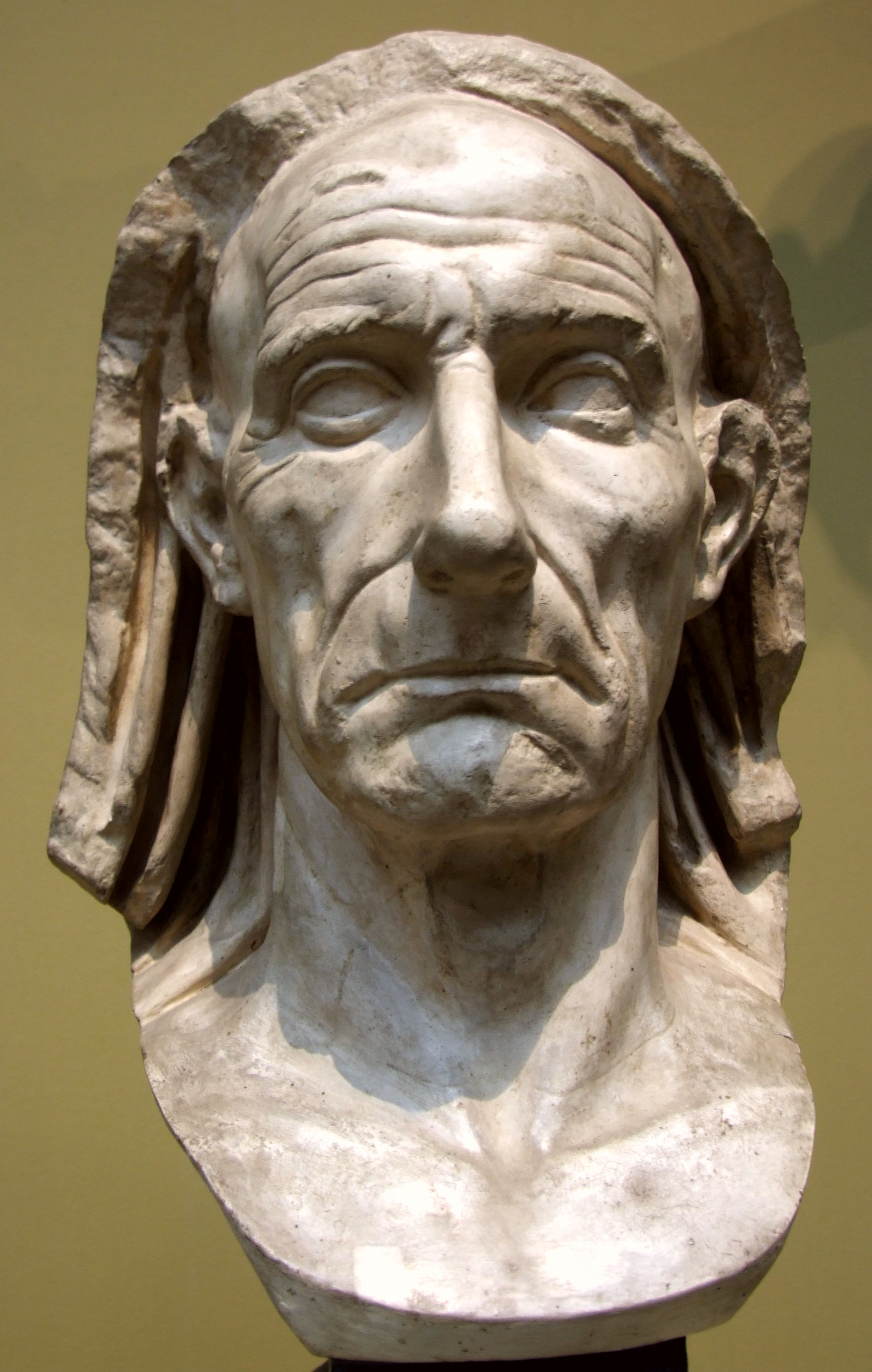
Голова старого у покривалі в музеї К'ярамонті в Ватикані (староримський напрям)

Культурний розвиток раннього Риму мало забезпечений джерелами. Окремі свідчення містяться в творах Тіта Лівія, Плутарха і Діонісія Галікарнаського. У цих умовах непересічне значення відіграють матеріали археологічних розкопок. Так, дослідження встановили наявність в римській статуї Аполлона у Вейях, без сумніву, є свідчення грецького виливу. Також, деякі фрагменти культурного розвитку раннього Риму можна знайти в працях римських агрономів Катона і Варрона.
Ранній період характеризується етрусько-грецьким впливом в розвитку скульптури. Так, глиняні статуї Капітолійського храму були виготовлені етруським майстром з міста Вейї. Храм, побудований 439 р. до н. е. на честь римських богів Церери, Лібера і Лібери, був виконаний в етруському стилі, а статуї богів були відлиті з бронзи. Грецький вплив посилюється з ІІІ ст. до н. е., коли поряд із зображенням богів з'являються статуї знаменитих державних діячів Риму, чим було покладено основу римської портретної скульптури.

## Пізньореспубліканський період
Після завоювання середземноморського басейну історія Риму та Італії входить в історію всього Середземномор'я, відчуваючи на собі і чинячи вплив на своїх сусідів. Джерельна база, яка розкриває суть та особливості римської культури пізньореспубліканського періоду, досить обширна і різноманітна. Насамперед, це речові джерела, отримані в результаті археологічних розкопок, та залишки споруд, храмів і будинків, а саме: різноманітні статуї богів і богинь, саркофаги і надгробні пам'ятники тощо.
У галузі монументальної скульптури в цей період римляни не створили пам'ятників таких значних, як греки. Але вони збагатили пластику розкриттям нових сторін життя, розробили побутовий та історичний рельєф із характерним для нього документально точним оповідним началом. Крім того, римляни продовжували залишатися самобутніми в мистецтві реалістичного портрету. Масове виробництво статуй не сприяло створенню шедеврів, але римляни цього і не прагнули. Для них найважливішим у статуї була портретна подібність з оригіналом.

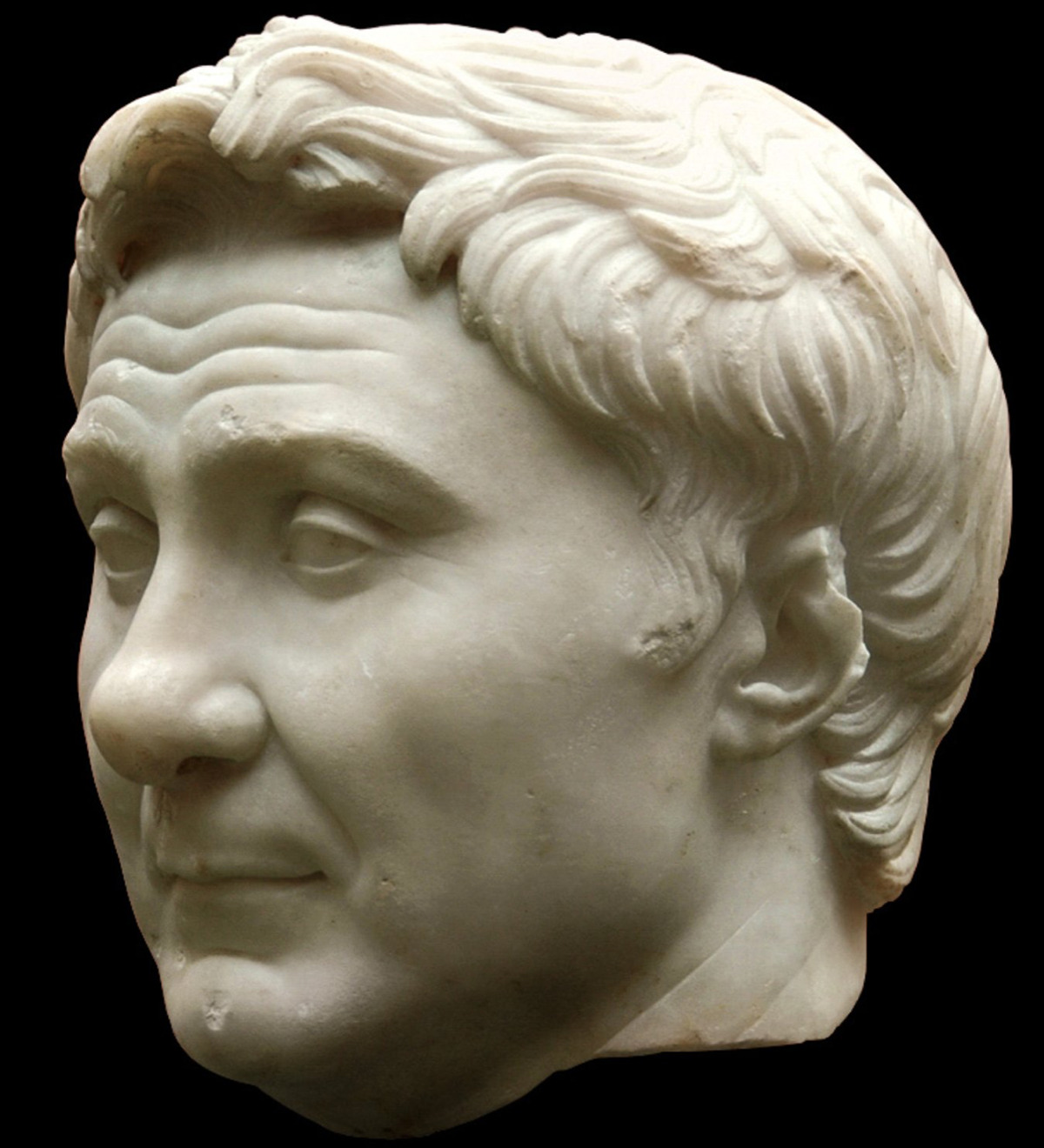
Гней Помпей Великий

Статуя повинна прославляти дану людину, її спадкоємців. І тому важливо, щоб зображене обличчя не переплутали з кимось іншим. На розвиток римського індивідуального портрету вплинув звичай знімати з померлих воскові маски, які потім зберігалися в головній кімнаті римського житла. Ці маски виносили з будинку під час урочистих поховань, і чим більше було таких масок, тим знаменитішим вважався рід. При скульптурних роботах майстри, напевно, широко використовували ці воскові маски. Серед найзнаменитіших скульптурних портретів слід виділити портрет Гнея Помпея, який відзначався ретельною і прекрасною обробкою поверхні фактури (скульптор вдався до прийомів високої елліністичної техніки).
До відомих зразків портретного мистецтва належить і бюст Цицерона. В ньому також елліністична техніка обробки матеріалу і прийоми узагальненого зображення поєднується з римським реалізмом. Тож, можна стверджувати, що для пізньореспубліканської скульптури характерне намагання повернутися до попередніх італійських зразків.
Свою увагу скульптори звертали на передачу індивідуальних рис обличчя: фігура, одягнута в тогу, зображувалася майже завжди стереотипно. Поряд із чоловічим, з'являється і жіночий індивідуальний портрет. Скульптори створювали також групові поясні портрети родичів, об'єднаних єдиною композицією стели, групові портрети в повний зріст. Прикладом такого групового портрета може служити зображення в надмогильній стелі римлянина Вібія і членів його сім'ї (друга половина І ст. до н. е.) Значних успіхів досягають і рельєфні зображення. Таким чином, у римському скульптурному портреті І–ІІ ст. до н. е. закладалися основи розвитку всього західноєвропейського портретного мистецтва.

## Римська культура І–ІІ ст. н. е

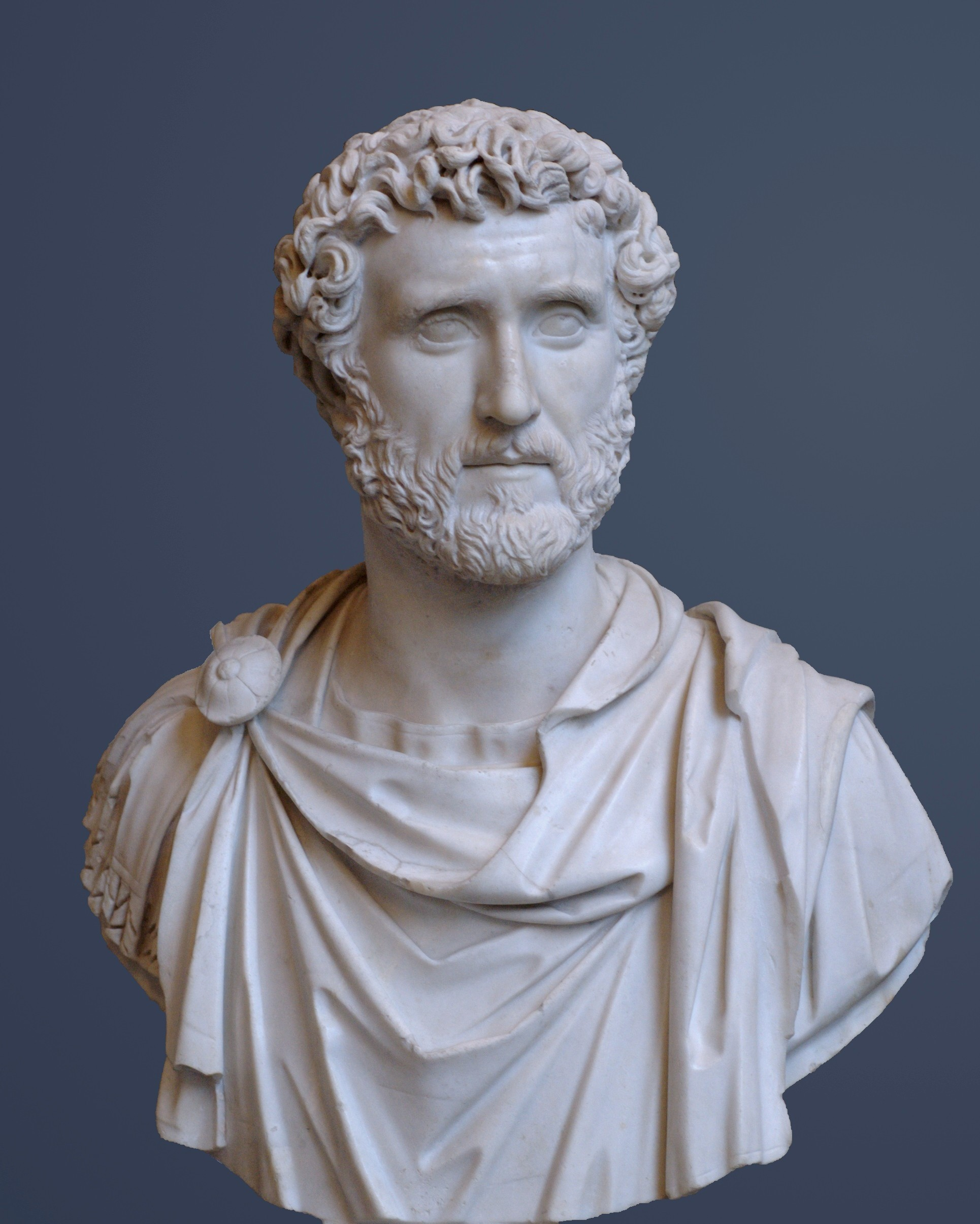
Бюст Антоніна Пія

Матеріальна культура Римської імперії зазначеного періоду представлена значною кількістю скульптур. Це, насамперед, статуї імператорів, сановників та громадських діячів (лише в Римі було споруджено 4 тисячі статуй імператорів).
Соціальна спрямованість римського мистецтва періоду імперії виражалася в першу чергу в прославлянні імператора як носія ідеї величі Римської держави. Для мистецтва часу Августа (27 р. до н. е. — 14 р. н. е.) характерні пошуки нового стилю, нових засобів художньої виразності, необхідних для втілення суспільних ідей, висунутих епохою імперії. В цей час римські художники особливо наполегливо звертаються до грецького мистецтва, причому своїми зразками вони вибирають твори класичної Епохи — V—IV ст. до н. е. Це накладає особливий відбиток на пам'ятники архітектури і скульптури серпневого часу, що з'єднують риси урочистій репрезентативності з суворою стриманістю форм.
Для римської скульптури цього періоду характерним був розвиток портрета. Найбільш раннім видам римського портрета властива реалістичність зображення, проте за час правління Августа і його спадкоємців спостерігалася стилізація, навіяна грецькими класичними творами. До нас дійшло найбільше зображень першого принцепса. Так, статуя Августа з Кум знаходиться в Ермітажі. Імператор зображений в позі Юпітера. Римський елемент відбився лише в манері подання обличчя, в якому підкреслені індивідуальні риси, і в трактуванні одежі. Куманська скульптура стилізована в дусі грецьких майстрів V—IV ст. до н. е. Ще більшої еллінізації римська скульптура зазнала за часів Адріана: різкі риси римського реалізму згладжувалися, посилився момент ідеалізації. Це впадає в вічі в зображеннях самого Адріана й Антоніна Пія. Особливо яскравий вплив елліністичних зразків виявився в скульптурі улюбленця Адріана Антиноя, в яких майже немає римських рис. Ці роботи продовжують традиції грецьких класичних шкіл.
Римський «послідовно-розповідний» стиль знайшов своє втілення в барельєфних зображеннях на колонах Траяна і Марка Аврелія. На першій показана війна Риму з даками, на іншій — з квадами і маркоманами. Легкість руху, симетричність у розміщенні фігур, індивідуальність навіть другорядних персонажів — все це свідчить про виняткову майстерність художників. Тут легко впізнавана фігура імператора, хоч він поданий у тих же масштабах, що й оточуючі його люди, але художник виділив його непомітними штрихами.

## Пізня імперія
Для римської культури Пізньої імперії характерні дивні контрасти — занепадаюча античність перепліталася з новим західноєвропейським світом. Витонченість, пишномовність, багатобарвність, грандіозність і чуттєвість язичницького Риму поєднувалася із середньовічною примітивністю, стилізацією, монотонністю і аскетизмом християнства та чернецтва. На всій духовній творчості пізньої античності лежить відбиток застою, наслідування, надуманості, догматизму і церковності, що свідчить про падіння творчих сил античного світу. Занепадницьким вважалося все, що стало продуктом греко-елліністичного (язичницького) світу і виросло на його соціально-економічній основі. Навпаки, що виростало з нових протофеодальних коренів, несло зародки прогресу.
Помітні риси занепаду і в образотворчому мистецтві. Скульптурні зображення імператорів грандіозні за своїми розмірами. Вони вражали глядачів, викликали повагу до імператорів, яка межувала зі страхом, У них немає спокою, простоти і величі, властивих скульптурним зображенням часів Антонінів.

## Галерея

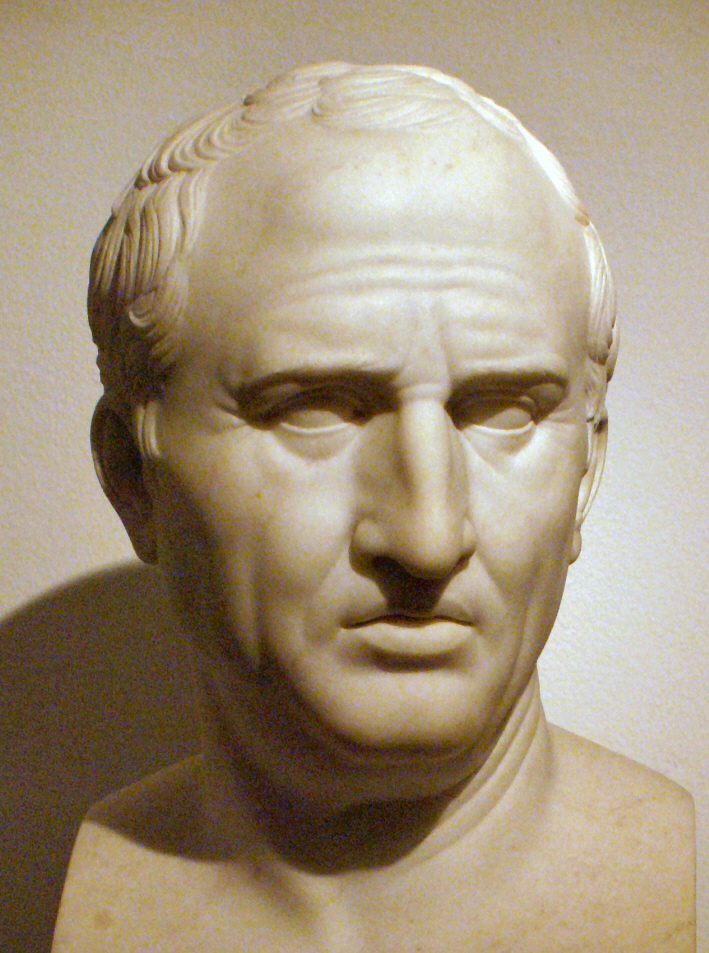
Марк Туллій Цицерон
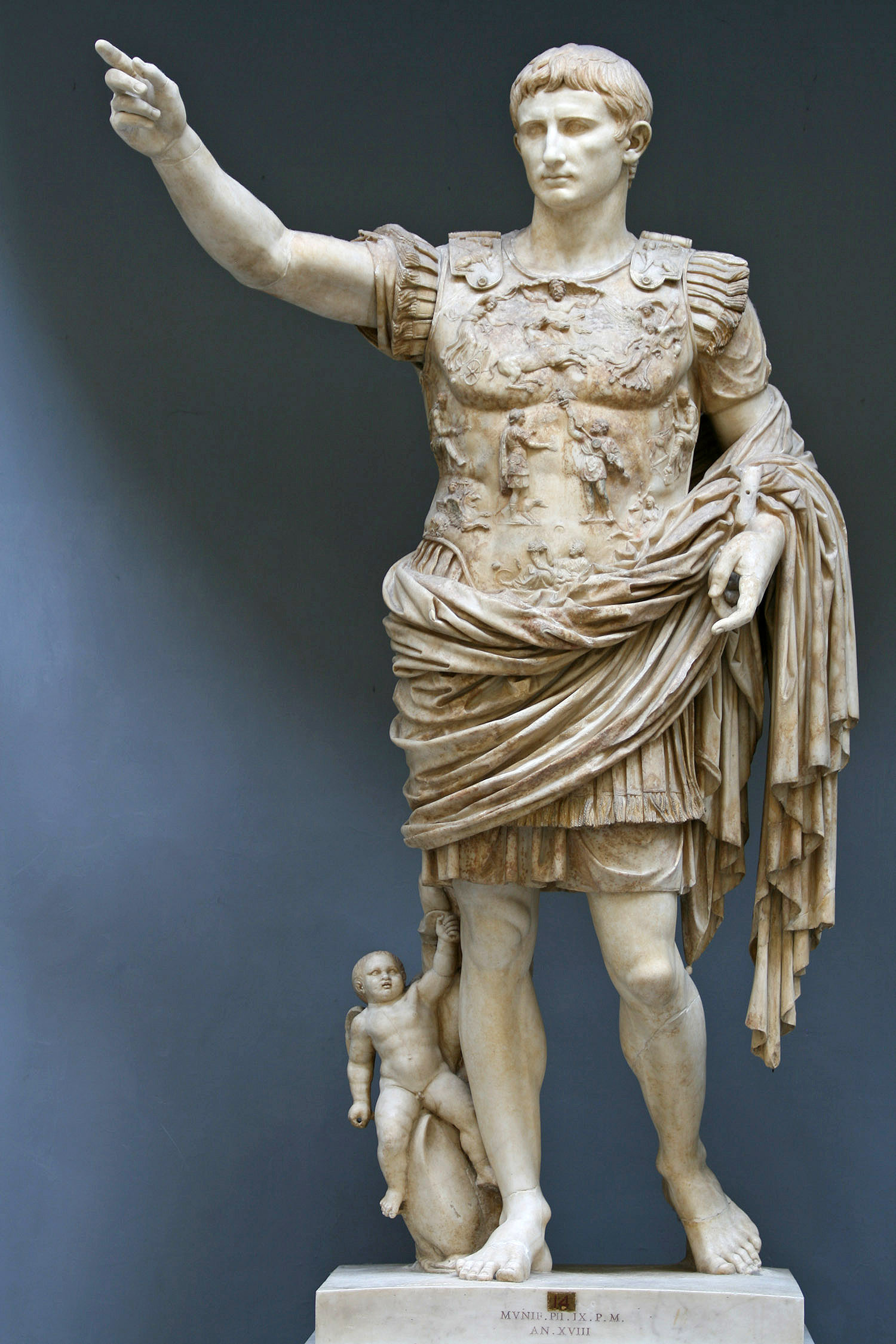
Август з Прима-Порта
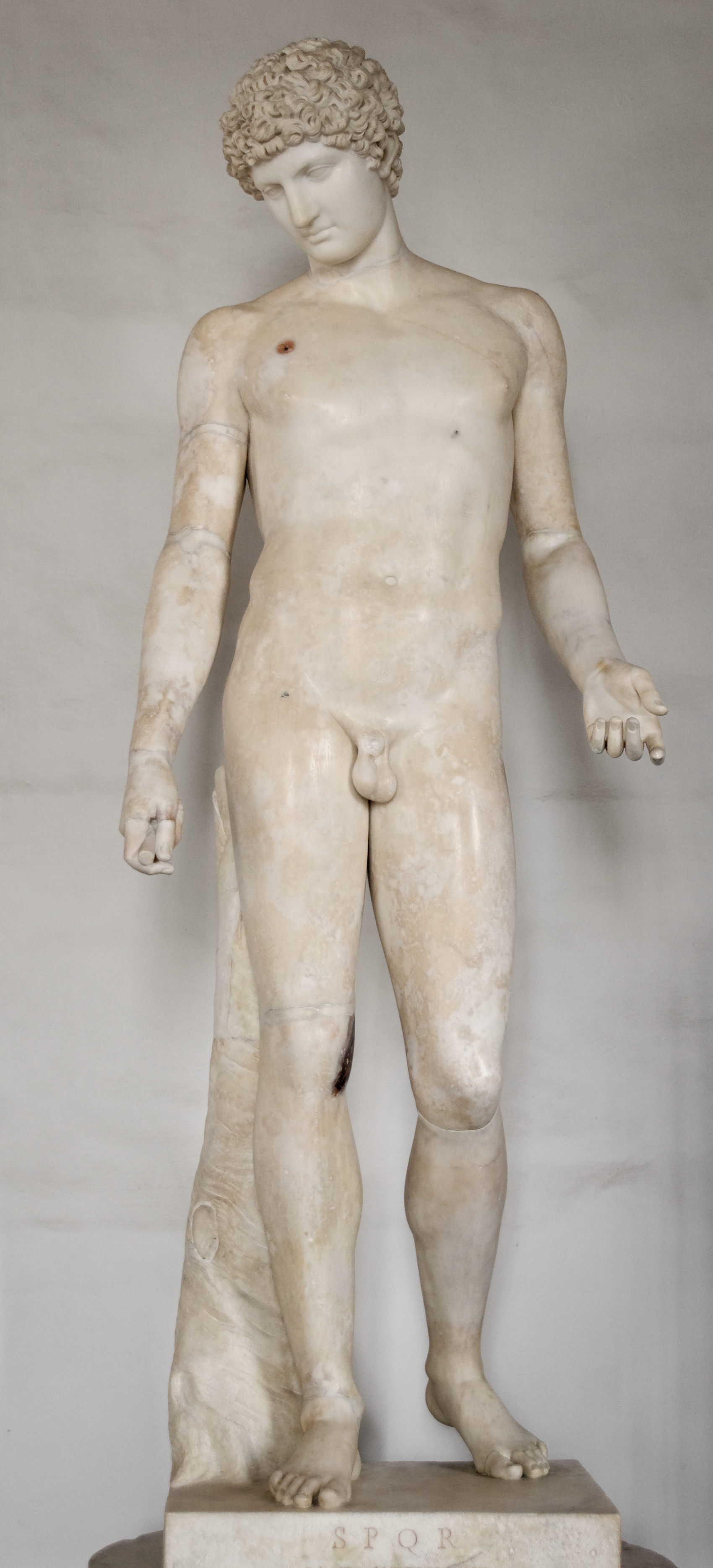
Капітолійський Антиной
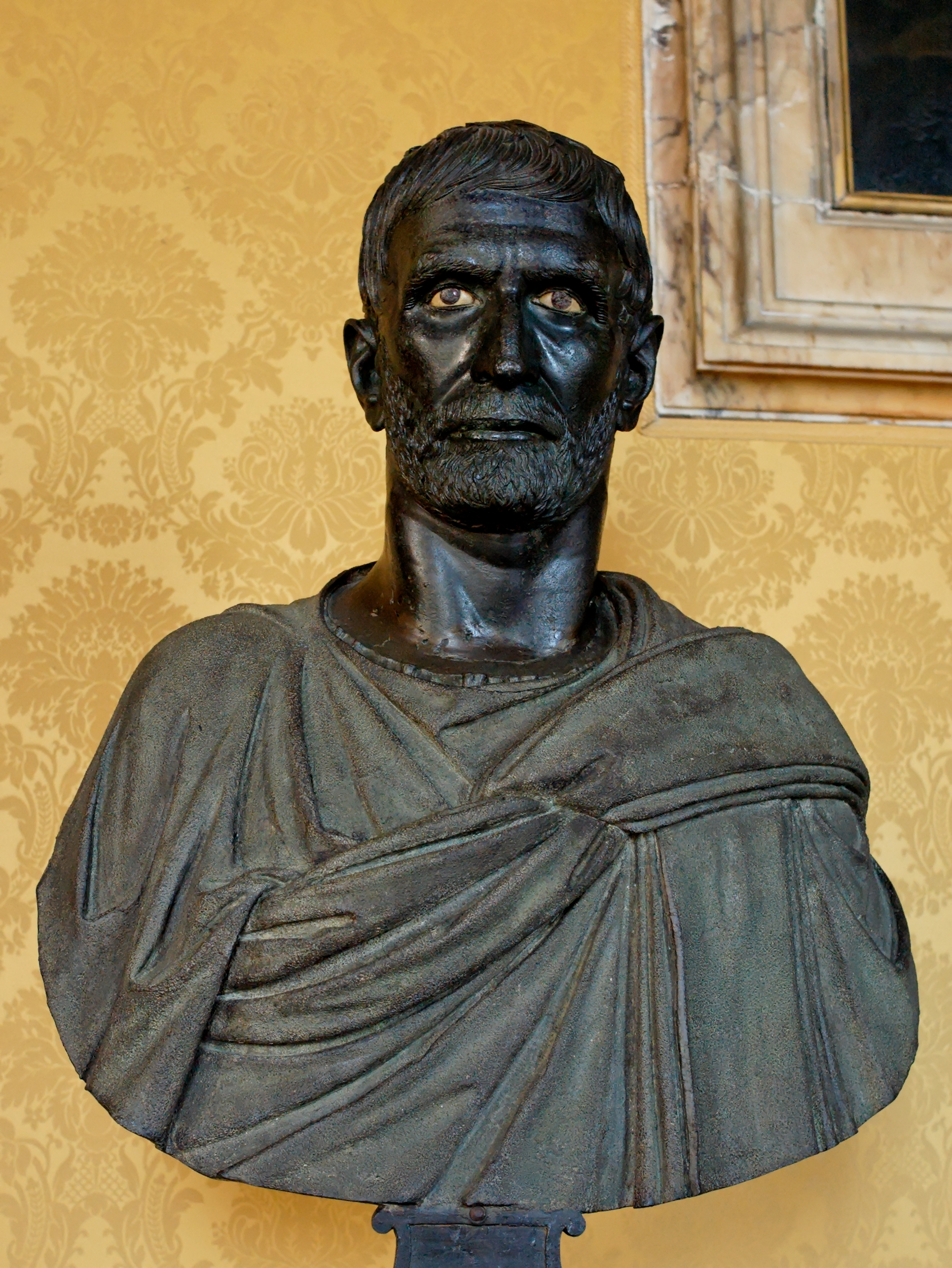
Капітолійський Брут
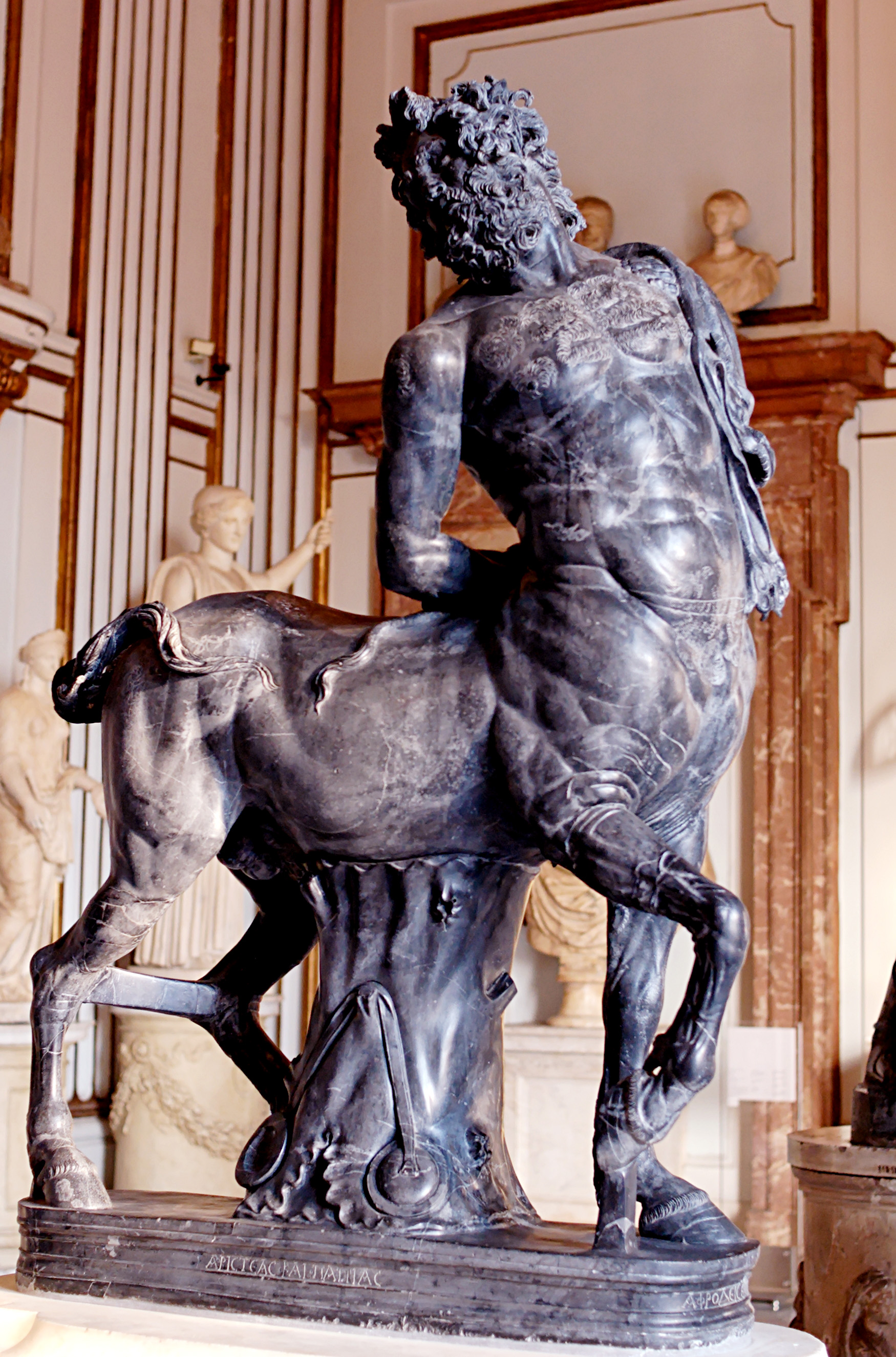
Кентаври Фур'єтті
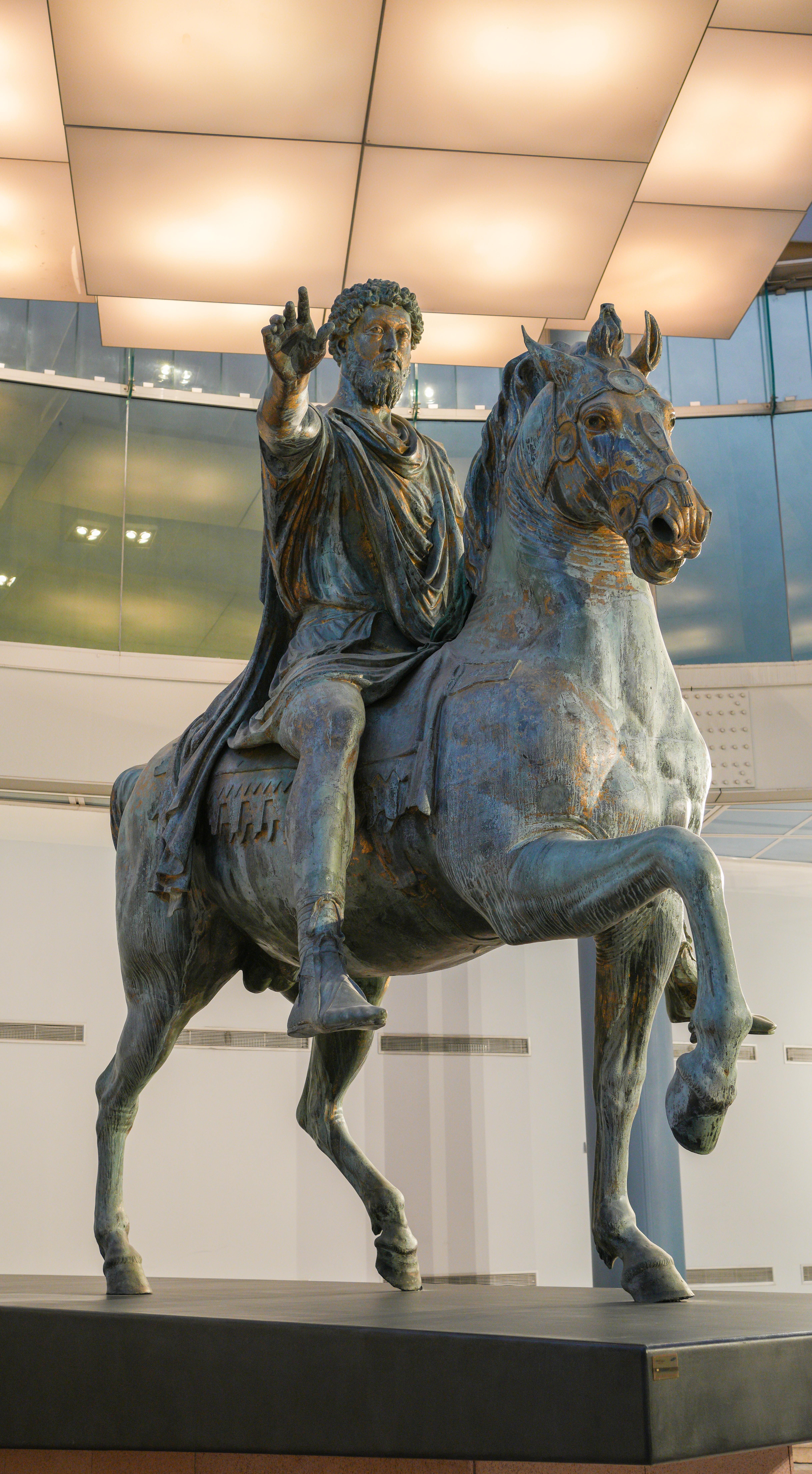
Кінний монумент Марку Аврелію
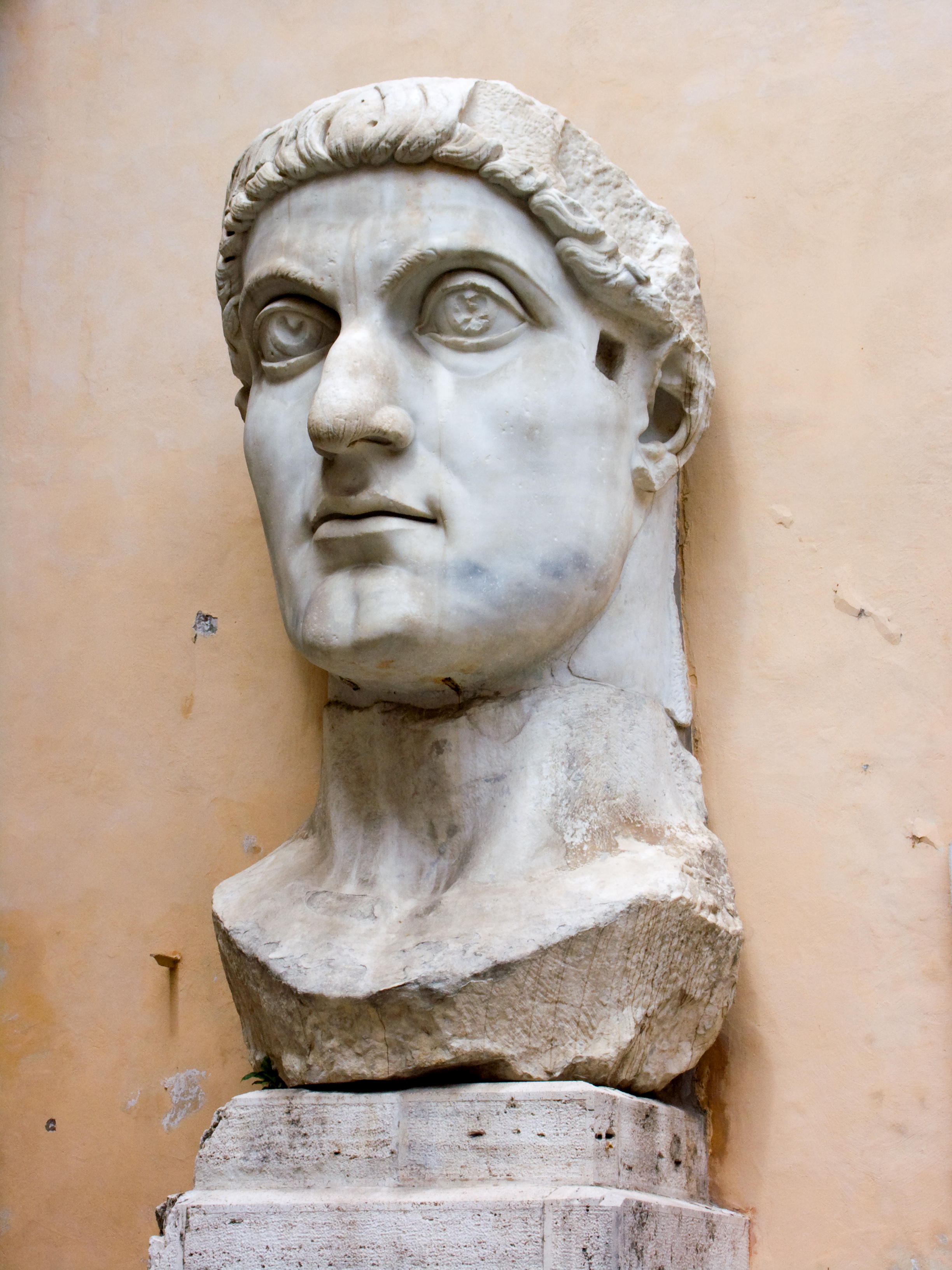
Колосс Костянтина
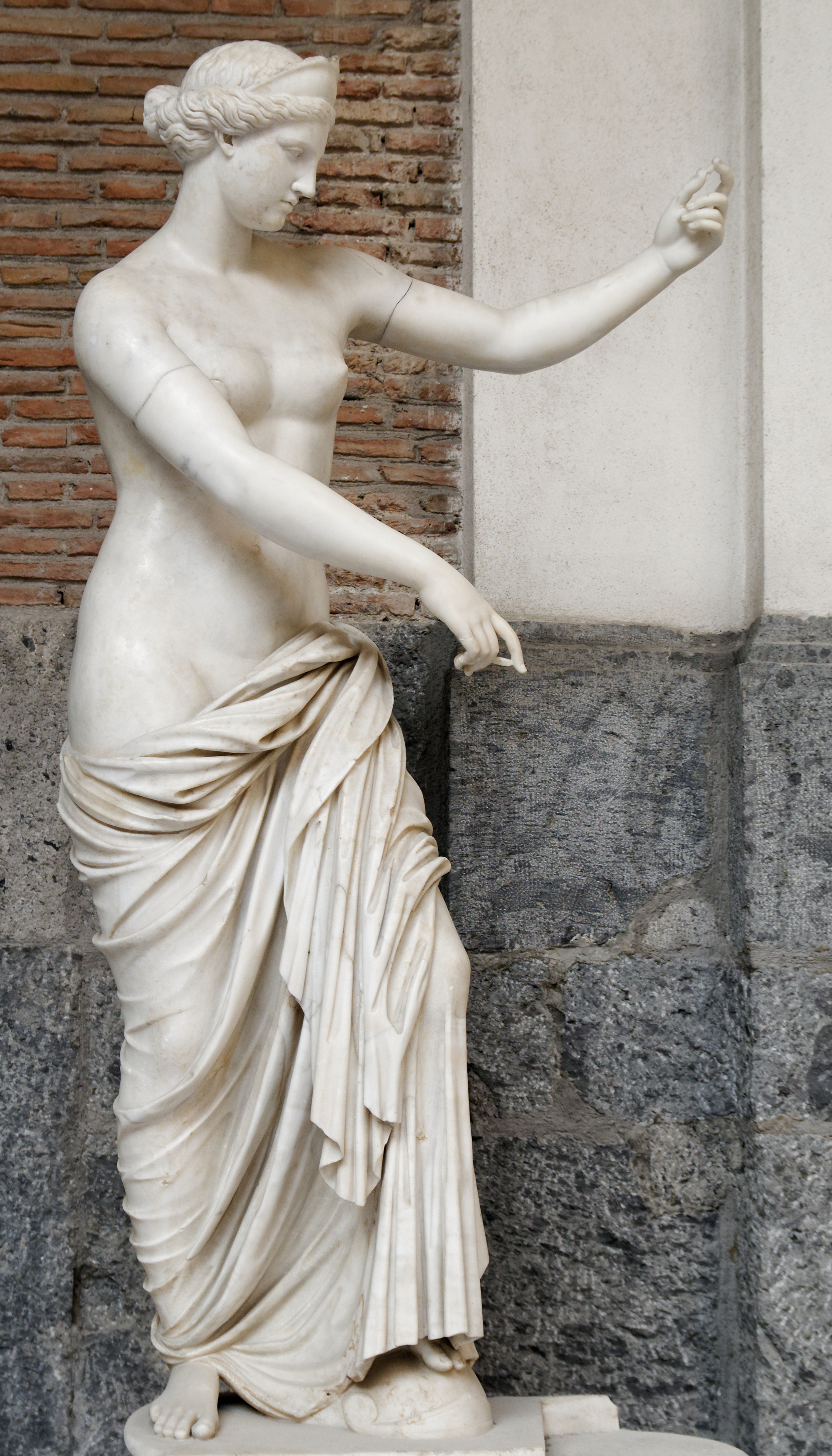
Венера Капуйська